# Хаджиу, Батон
Батон Хаджиу (алб. Baton Haxhiu) (род. 1967) — журналист из Косова, этнический албанец.

## Биография
Батон изучал социологию в университете Приштины, но его обучение было прервано, когда правительство закрыло университет в 1991 году; затем он продолжил обучение с городским подпольным академическим движением. Он работал редактором раздела в Koha, еженедельном албанскоязычном журнале. Затем он стал главным редактором Koha Ditore, ежедневной приштинской газеты. Согласно британской газете The Independent, под управлением Хаджиу Koha Ditore стала "лидирующим албаноязычным источником информации и критических комментариев в Косово".

## События 1999 года
В марте 1999 года, незадолго до начала бомбардировок Югославии силами НАТО, Хаджиу и Koha Ditore были оштрафованы за нарушение югославского Закона об информации в своих репортажах. 23 марта заглавная страница Koha Ditore вышла под заголовком «Nato, Just Do It» («НАТО, просто сделай это»), цитируя слоган компании Nike.
В продолжение ситуации, правительственные силы сожгли той ночью офис газеты, убив охрану. Адвокат издания также был убит, и НATO ошибочно сообщил, что Хаджиу тоже был убит. Хаджиу переждал атаку, укрывшись в подвале, где он провёл больше недели на одних яблоках и воде. В определённый момент он отправил сообщения о собственной смерти CNN, позднее он описывал этот момент как «был близок к смерти, поскольку оставались лишь кожа да кости».
2 апреля солдаты наводили порядок в районе тех домов и Хаджиу присоединился к группе беженцев. Он подошёл к женщине с ребёнком убедил её притвориться, будто он её муж и отец ребёнка. Четыре дня спустя, пока Хаджиу всё ещё пытался добраться Македонии, стало известно о его бегстве, и албанский политик Арбен Джафери отправил команду для поиска Хаджиу и обеспечения его безопасности. Когда Хаджиу вернулся в страну, он продолжил издавать Koha Ditore.
К октябрю 1999 года Хаджиу вернулся в Косово. В этом месяце правительственный лидер армии освобождени Косова Хашим Тачи обвинил Хаджиу и издателя Ветона Суррои (Veton Surroi) в том, что они были «просербскими вампирами», координируемыми югославским президентом Слободаном Милошевичем, заявив: «люди, подобные им… готовят себя для того, чтобы однажды они тоже могут стать целью личной вендетты, что совершенно непонятно. Следовательно, оба — Ветон Суррои и Батон Хаджиу — обычные мафиози, не останутся безнаказанными за свои преступные деяния». Despite the threat, the paper continued to publish.
В том году Хаджиу получил Международную премию за свободу прессы Комитета защиты журналистов, которая присуждается журналистам, проявившим смелость в отстаивании свободы прессы при внешних атаках, угрозах или лишении свободы.

## Дальнейшая журналистская деятельность
Позже Хаджиу стал редактором Kosovo Express. В июле 2008 года, во время судебного процесса по военным преступлениям Рамуша Харадиная, Международный трибунал по бывшей Югославии признал вину Хаджиу, заключавшуюся в неуважении к суду, выявлении имени защищённого свидетеля в газетной статье и оштрафовал его на US$10 000. Хаджиу обжаловал приговор в сентябре, но судьи постановили, что срок для апелляции закончился.

## Личная жизнь
Хаджиу женат, имеет двух сыновей.